# Kuleszowka (obwód rostowski)
Kuleszowka (ros. Кулешовка) – wieś (sieło) w Rosji, w obwodzie rostowskim, w rejonie azowskim. W 2010 liczyła 13 692 mieszkańców.